# Tipula (Pterelachisus) illegitima
Tipula (Pterelachisus) illegitima is een tweevleugelige uit de familie langpootmuggen (Tipulidae). De soort komt voor in het Palearctisch gebied.